# Nolasena ferrifervens
Nolasena ferrifervens là một loài bướm đêm trong họ Noctuidae.